# Biblioteca Porrúa
Die Biblioteca Porrúa (Porrúa-Bibliothek) ist eine mexikanische historische Buchreihe des Verlages Librería Porrúa in Mexiko-Stadt.

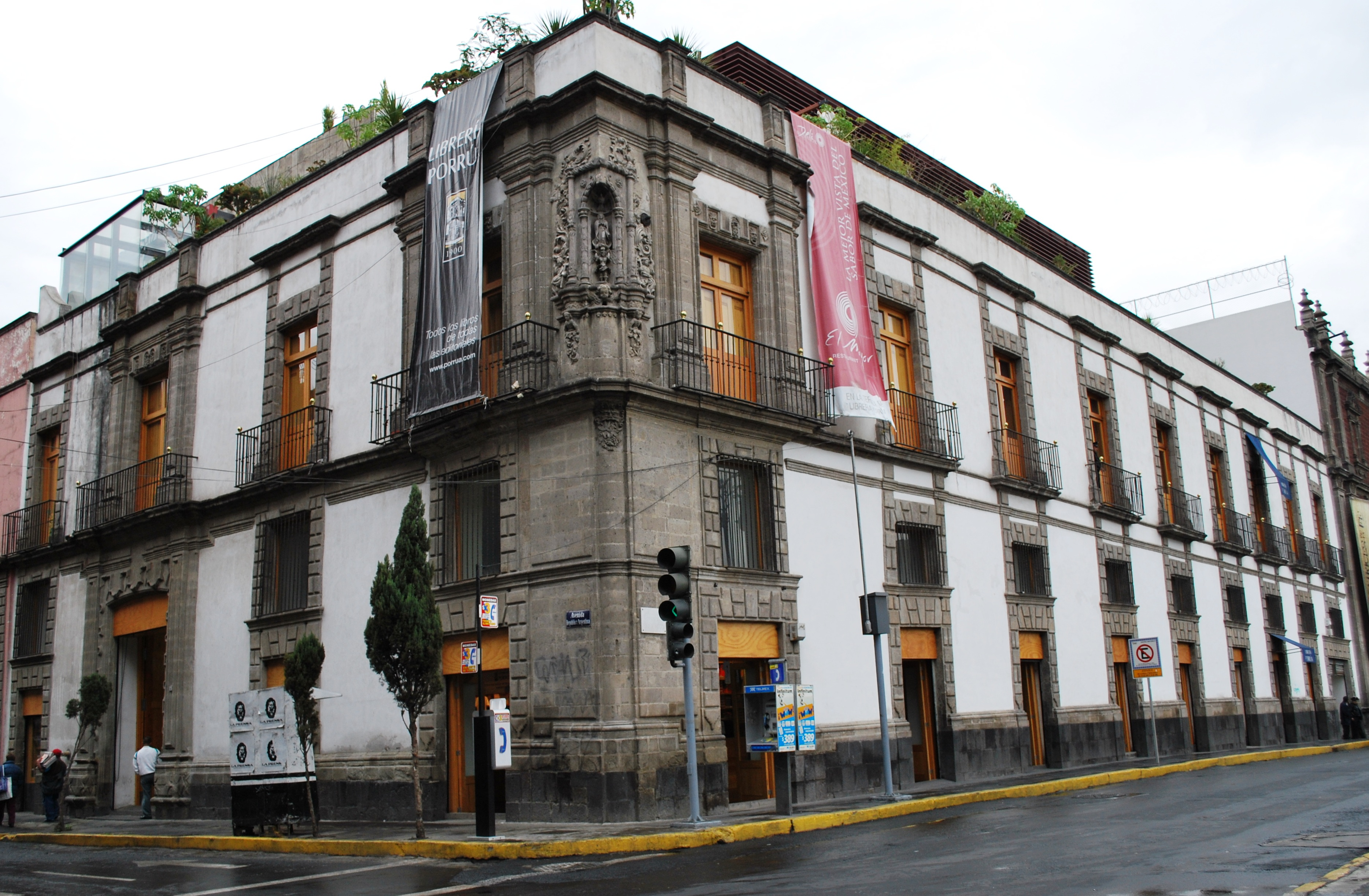
Librería Porrúa in Mexiko-Stadt

## Einführung
Die namhafte Reihe – eine der bedeutendsten mexikanischen historischen Reihen, wenn nicht die bedeutendste – erschien seit den 1950er Jahren bis in die 1990er Jahre. Führende Fachvertreter haben an ihrer Herausgabe mitgewirkt. Insgesamt erschienen 118 Bände.
Sie begann mit dem Band 1 der Historia de la literatura náhuatl (Geschichte der Náhuatl-Literatur) von Ángel María Garibay, der auch verschiedene weitere Bände beisteuerte. Die Reihe enthält viele sehr geschätzte und im Antiquariatshandel hochgefragte Ausgaben.

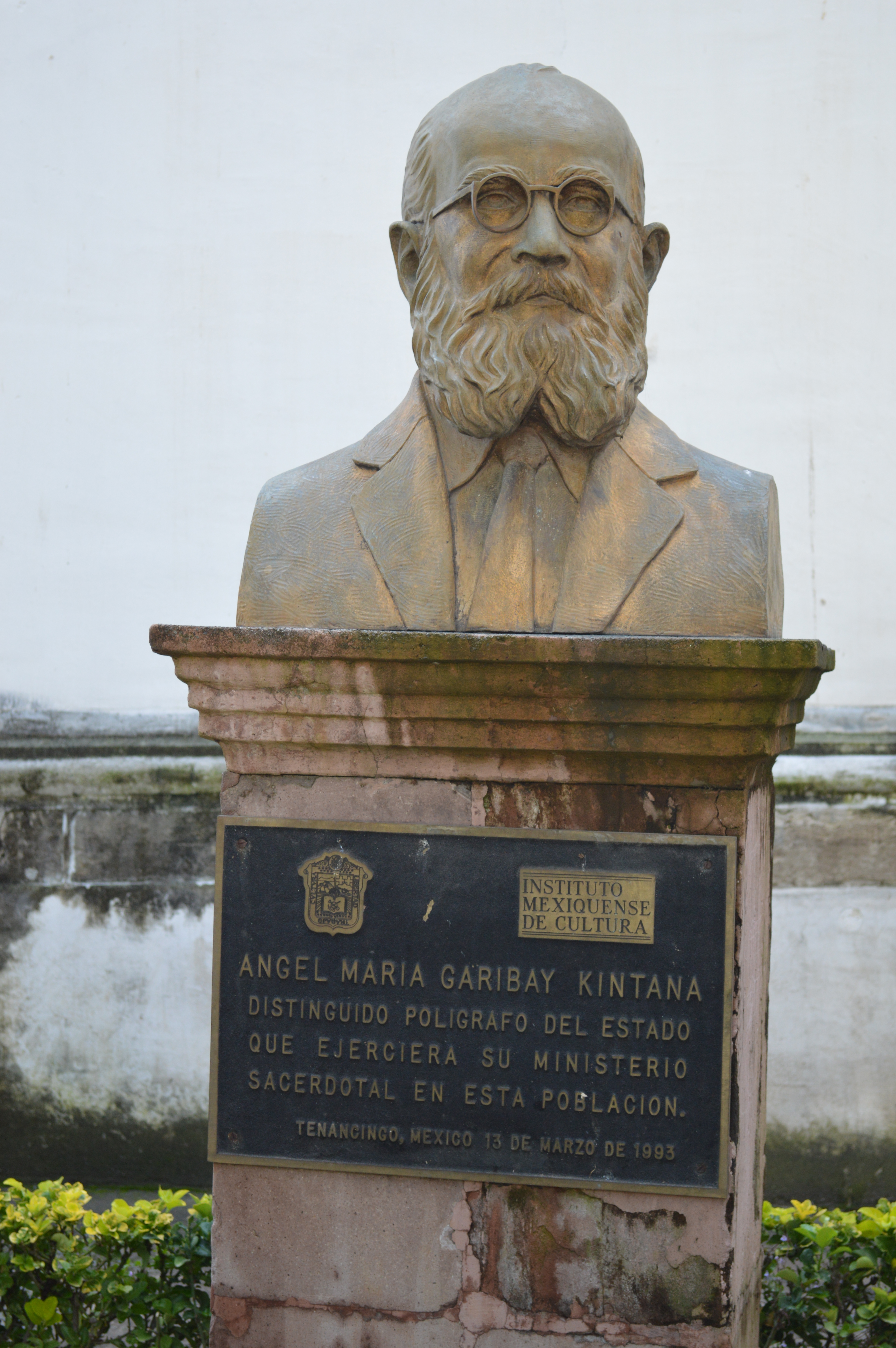
Büste von Ángel María Garibay Kintana in Tenancingo, Bundesstaat Mexico

## Bände
Angegeben sind Bandnummer / Titel (mit deutscher Übersetzung in eckigen Klammern) / Verfasser bzw. Herausgeber / Jahr:
- 1 Historia de la literatura Nahuatl [Geschichte der Nahuatl-Literatur]. Bd. 1 (Etapa autonoma: De C. 1430 a 1521 [Autonome Phase: Von ca. 1430 bis 1521]). Ángel María Garibay Kintana. 1953. Siehe auch Bd. 5.
- 2 Cartas y documentos [Briefe und Dokumente]. Hernán Cortés. 2004 (Inhalt: Relatos de empresa - Ordenanzas de gobierno - Instrucciones para empresas expansivas - Memoriales - Epistolario - Documentos de sucesión - Cédulas reales.)
- 3 Los carmelitas descalzos y la conquista espiritual de México, 1585-1612 [Die Unbeschuhten Karmeliten und die geistliche Eroberung Mexikos, 1585-1612]. Dioniso Victoria Moreno. 1966.
- 4 La Realidad histórica de España [Die historische Realität Spaniens]. Américo Castro. 1980.
- 5 Historia de la literatura náhuatl [Geschichte der Nahuatl-Literatur]. Bd. 2 (El trauma de la conquista: 1521-1750 [Das Trauma der Eroberung: 1521-1750]) Angel María Garibay K. 1954. Siehe auch Bd. 1
- 6–7 Historia verdadera de la conquista de la Nueva España [Wahrhafte Geschichte der Eroberung von Neuspanien]. 2 Bde. Bernal Díaz del Castillo. 1968.
- 8–11 Historia general de las cosas de Nueva España [Allgemeine Geschichte der Angelegenheiten Neuspaniens]. 4 Bde. Bernardino de Sahagun und Angel Maria Garibay [Hrsg.]. 1969
- 12 Bosquejo de la historia del Colegio de Nuestra Señora de Guadalupe y sus misiones, año de 1788 [Abriss der Geschichte des Kollegs Unserer Lieben Frau von Guadalupe und seiner Missionen, Jahr 1788.]. José Antonio Alcocer; Rafael Cervantes. 1958.
- 13 Relación de las cosas de Yucatán [Bericht über die Angelegenheiten von Yucatán]. Diego de Landa; Ángel María Garibay Kintana. 1986.
- 14–15 La vida en México durante una residencia de dos años en ese pais [Leben in Mexiko während eines zweijährigen Aufenthalts in diesem Land]. Madame Calderón de la Barca; Felipe Teixidor. 1976-1977. Übersetzung von: Life in Mexico during a residence of two years in that country.
- 16 Un hombre de mundo escribe sus impresiones: cartas [Ein Mann von Welt schreibt über seine Eindrücke: Briefe]. José Manuel Hidalgo y Esnaurrízar; Luis García Pimentel; Sofía Verea de Bernal. 1978.
- 17–20 Historia antigua y de la conquista de Mexico [Alte Geschichte und Eroberungsgeschichte Mexikos]. 4 Bände. Manuel Orozco y Berra[6]. 1978.
- 21–25 Reseña histórica del teatro en México, 1538-1911 [Geschichte des Theaters in Mexiko, 1538-1911]. Enrique de Olavarría y Ferrari[7]; Salvador Novo. 1961.
- 26 Obras sueltas de José María Luis Mora ciudadano [Gesammelte Werke des Bürgers José María Luis Mora]. Jose Maria Luis Mora. [1963]
- 27 La personalidad jurídica del indio y el III concilio provincial mexicano (1585) [Die Rechtspersönlichkeit der Indianer und der III. Mexikanische Provinzialrat (1585)]. Jose A Llaguno. 1983
- 28 México y el arbitraje internacional [Mexiko und internationale Schiedsgerichtsbarkeit]. Antonio Gómez Robledo. 1994.
- 29–30 Historia de la relaciones entre México y los Estados Unidos de América: 1800-1958 [Geschichte der Beziehungen zwischen Mexiko und den Vereinigten Staaten von Amerika: 1800-1958]. Luis G Zorrilla. 1995.
- 31 Obras: el historiador y el representante popular [Werke: der Historiker und der Volksvertreter]. Lorenzo de Zavala. 1969.
- 32 Obras: el periodista y el traductor [Werke: der Journalist und der Übersetzer]. Lorenzo de Zavala; Manuel González Ramirez. 1966.
- 33–34 Obras [Werke]. Mariano Otero; Jesús Reyes Heroles. 1995.
- 35 Una pugna diplomática ante la Santa Sede: el restablecimiento del Episcopado en México, 1825-1831 [Ein diplomatisches Ringen mit dem Heiligen Stuhl: die Wiedereinführung des Episkopats in Mexiko, 1825-1831]. Alfonso Alcalá Alvarado. 1967.
- 36–37 Historia de las Indias de nueva España e islas del la tierra firme [Geschichte der Indianer von Neuspanien und der Inseln des Kontinents]. Diego Durán; Angel Maria Garibay K. 1984
- 38 Indices a la Reseña histórica del teatro en México, 1538-1911: indices de nombres, de obras, de asociaciones, establecimientos y teatros, geografico, de materias, y de publicaciones [Register zu einem historischen Rückblick auf das Theater in Mexiko, 1538-1911: Register der Namen, Stücke, Vereine, Einrichtungen und Theater, Geographie, Themen und Veröffentlichungen]. Enrique de Olavarría y Ferrari. 1968
- 39–40 El mundo americano en la época colonial [Die amerikanische Welt in der Kolonialzeit]. 2 Bände. Silvio Arturo Zavala. 1990.
- 41–43 Monarquía Indiana [Indianische Monarchie]. Juan de Torquemada (O. F. M.); Miguel León Portilla. 1986.
- 44 Vocabulario en lengua castellana y mexicana y mexicana y castellana [Wortschatz in spanischer und mexikanischer und mexikanischer und spanischer Sprache]. Alonso de Molina. 1970
- 45 Teatro mexicano: descripción breve de los sucesos ejemplares, históricos y religiosos del Nuevo Mundo de las Indias ; Crónica de la Provincia del Santo Evangelio de México ; Menologio franciscano de los varones más señalados, que con sus vidas ejemplares, perfección religiosa, ciencia, predicación evangélica en su vida, ilustraron la Provincia del Santo Evangelio de México [Mexikanisches Theater: kurze Beschreibung der beispielhaften, historischen und religiösen Ereignisse der Neuen Welt Indiens; Chronik der Provinz vom Heiligen Evangelium von Mexiko; franziskanisches Menologion der herausragendsten Männer, die mit ihrem beispielhaften Leben, ihrer religiösen Vollkommenheit, ihrer Wissenschaft und ihrer evangelischen Verkündigung die Provinz vom Heiligen Evangelium von Mexiko illustrierten]. Augustín de Vetancurt 1982. (Inhalt: De la naturaleza, temple, sitio, nombre, longitud, fertilidad, y otras grandezas de el Nuevo Mundo. - De los sucessos políticos. - De los sucesos militares de las armas. - Crónica de la Provincia del Santo Evangelio de México. - Menologio franciscano. - Tratado de la Ciudad de México. - Tratado de la Ciudad de la Puebla de los Angeles.)
- 46 Historia eclesiastica indiana: obra escrita a fines del siglo XVI [Indische Kirchengeschichte: ein am Ende des 16. Jahrhunderts geschriebenes Werk]. Gerónimo de Mendieta. 1980.
- 47–48 Colección de documentos para la historia de México [Sammlung von Dokumenten zur Geschichte Mexikos]. 2 Bände. Joaquín García Icazbalceta. 1980
- 49 Los frenceses en sonora (1850-1854): historia de los aventureros franceses que pasaron de California a Mexico [Die Franzosen in Sonora (1850-1854): eine Geschichte der französischen Abenteurer, die von Kalifornien nach Mexiko gingen]. Rufus Kay Wyllys. Mexico, 1971 (Übersetzung aus dem Englischen von Alberto Cubillas)
- 50 Las instituciones jurídicas en la conquista de América [Rechtliche Institutionen bei der Eroberung Amerikas]. Silvio Arturo Zavala. 1988.
- 51 Documentos inéditos o muy raros para la historia de México [Unveröffentlichte oder sehr seltene Dokumente zur Geschichte Mexikos]. Genaro García. 1972-1992. (Umfasst die Bände 51, 55, 56, 58, 59, 60.)
- 52 Jesuitas en México durante el siglo XIX [Jesuiten in Mexiko im 19. Jahrhundert]. José Gutiérrez Casillas. 1990.
- 53 La encomienda Indiana [Das Encomienda-System]. Silvio Arturo Zavala. 1973.
- 54–56 Siehe 51 u. a.
- 57 Conquista y colonización de Yucatán: 1517-1550 [Eroberung und Kolonisierung von Yucatán: 1517-1550]. Robert S. Chamberlain; Alvaro Domínguez Peón. 1982.
- 58–60 Siehe 51 u. a.
- 61 Cronica mexicana escrita por D. Hernando Alvarado Tezozomoc hácia el año de 1598 anotada por Manuel Orozco y Berra y precedida del Codice Ramirez, ms. del siglo 16 intitulado: Relacion del origen de los Indios que habitan esta Nueva España segun sus historias, y de un examen de ambas obras, al cual va anexo un estudio de cronologia Mexicana [Mexikanische Chronik geschrieben von D. Hernando Alvarado Tezozomoc um das Jahr 1598, mit Anmerkungen von Manuel Orozco y Berra und vorangestellt der Codex Ramirez, Manuskript. aus dem 16. Jahrhundert mit dem Titel: Relacion del origen de los Indios que habitan esta Nueva España segun sus historias (Bericht über die Herkunft der Indianer, die dieses Neuspanien bewohnen, nach ihrer Geschichte), sowie eine Untersuchung beider Werke, der eine Studie zur mexikanischen Chronologie beigefügt ist]. Hernando de Alvarado Tezozómoc; Manuel Orozco y Berra. 1975
- 62 Documentos inéditos del siglo XVI para la historia de México [Unveröffentlichte Dokumente aus dem 16. Jahrhundert zur Geschichte Mexikos]. Genaro García; Mariano Cuevas; Museo Nacional de Arqueología, Historia y Etnografía (Mexico). 1975.
- 63 Elevación y caída de Porfirio Díaz [Aufstieg und Fall von Porfirio Díaz]. José López-Portillo y Rojas[8]; Atenedoro Monroy. 1975
- 64 Obras: Viaje a los Estados Unidos del Norte de América. Noticias sobre la vida y escritos de Zavala [Werke: Reise in die Vereinigten Staaten von Nordamerika. Notizen über Zavalas Leben und seine Schriften]. Lorenzo de Zavala; Manuel González Ramírez. 1976.
- 65 Evangelización y conquista: experiencia franciscana en Hispanoamérica [Evangelisierung und Eroberung: die franziskanische Erfahrung in Lateinamerika]. Lino Gómez Canedo 1988.
- 66 Acapulco, Saltillo y Monterrey: en la historia y en la leyenda: bosquejos históricos: unas páginas traspapeladas de la historia de Coahuila y Texas: la primera imprenta en Coahuila: Heráldica coahuilense [Acapulco, Saltillo und Monterrey in Geschichte und Legende: historische Skizzen: einige verlegte Seiten der Geschichte von Coahuila und Texas: die erste Druckerei in Coahuila: die Heraldik von Coahuila]. Vito Alessio Robles; Vito Alessio Robles Cuevas. 1978.
- 67 Cartas autógrafas de y para José Cecilio del Valle: correspondencia con Jeremias Bentham, Alexander von Humboldt [Autographe Briefe von und an José Cecilio del Valle: Briefwechsel mit Jeremias Bentham, Alexander von Humboldt]. Jose Cecilio del Valle; Cesar Sepulveda. 1978.
- 68–69 Historia de la provincia agustiniana de San Nicolás de Tolentino de Michoacán [Geschichte der Augustinerprovinz von San Nicolás de Tolentino in Michoacán]. Nicolás P. Navarrete, fray. 1978
- 70 Coahuila y Texas en la época colonial [Coahuila und Texas in der Kolonialzeit]. Vito Alessio Robles. 1978. 2nd. ed.
- 71 Desfile sangriego: mis andanzas con nuestro Ulises: los tratados de Bucareli [Blutige Parade: meine Wanderungen mit unserem Odysseus: die Bucareli-Verträge]. Vito Alessio Robles. 1979.
- 72–73 Coahuila y Texas: desde la consumación de la independencia hasta el tratado de paz de Guadalupe Hidalgo [Coahuila und Texas: von der Verwirklichung der Unabhängigkeit bis zum Friedensvertrag von Guadalupe Hidalgo]. Vito Alessio Robles Cuevas. 1979.
- 74 Memorias de Concepción Lombardo de Miramón [Lebenserinnerungen von Concepción Lombardo de Miramón]. Concepción Lombardo de Miramón. 1980.
- 75 Primeras fundaciones jesuitas en Nueva España, 1572-1580 [Frühe Jesuitengründungen in Neuspanien, 1572-1580]. Agustín Churruca Peláez. 1980
- 76 Francisco de Urdiñola y el norte de la Nueva Española [Francisco de Urdiñola und der Norden von Neu-Hispaniola]. Vito Alessio Robles. 1981.
- 77 Jesuitas en México durante el siglo XX [Jesuiten in Mexiko im 20. Jahrhundert]. José Gutiérrez Casillas. 1981.
- 78 La educación de los marginados durante la época colonial: escuelas y colegios para indios y mestizos en la Nueva España [Die Bildung der Ausgegrenzten während der Kolonialzeit: Schulen und Colleges für Indianer und Mestizen in Neuspanien]. Lino Gómez Canedo. 1982.
- 79 Diccionario de mitología nahoa [Wörterbuch der Nahua-Mythologie]. Cecilio A Robelo. 1982.
- 80–81 Historia de la provincia agustiniana del santisimo nombre de Jesús de México [Geschichte der Augustinerprovinz vom Allerheiligsten Namen Jesu in Mexiko.]. Alipio Ruiz Zavala. 1984.
- 82 Relaciones de México con la República de Centro América y con Guatemala [Die Beziehungen Mexikos zur Republik Zentralamerika und zu Guatemala]. Luis G Zorrilla. 1984.
- 83 Alonso de Veracruz y el derecho de gentes: obra galardonada con el premio "Luis García Arias" del Instituto Hispano-Luso-Americano de Derecho Internacional [Alonso de Veracruz und das Recht der Nationen: Der Luis García Arias-Preis des Hispano-Luso-Amerikanischen Instituts für Internationales Recht]. Prometeo Cerezo de Diego. 1985.
- 84 Crónica de la Nueva España [Chronik von Neuspanien]. Francisco Cervantes de Salazar. 1985.
- 85 Crónica de la Orden de N.P.S. Agustín en las provincias de la Nueva España: en cuatro edades, desde el año de 1533 hasta el de 1592 [Chronik des Ordens N.P.S. Augustiner in den Provinzen von Neuspanien: in vier Zeitaltern, vom Jahr 1533 bis 1592.]. Juan de Grijalva. 1985.
- 86 El libro de mis recuerdos; narraciones históricas, anecdóticas y de costumbres mexicanas anteriores al actual estado social, ilustradas con más de trescientos fotograbados [Das Buch meiner Erinnerungen: historische Erzählungen, Anekdoten und mexikanische Bräuche aus der Zeit vor der aktuellen gesellschaftlichen Situation, illustriert mit mehr als dreihundert Fotogravuren.]. Antonio García Cubas. 1986.
- 87 Sumaria relacion de las cosas de la nueva España: con noticia individual de los conquistadores y primeros pobladores españoles [Summarischer Bericht über die Angelegenheiten Neuspaniens: mit einzelnen Nachrichten über die Eroberer und die ersten spanischen Siedler]. Baltasar Dorantes de Carranza. 1999
- 88 Apuntes para la historia de San Angel y sus alrededores: San Jacinto Tenanitla: tradiciones, historia y leyendas [Hinweise zur Geschichte von San Angel und seiner Umgebung: San Jacinto Tenanitla: Traditionen, Geschichte und Legenden]. Francisco Fernández del Castillo; Bernardo Pérez Fernández del Castillo. 1987.
- 89–90 Historia general de las Indias occidentales y particular de la gobernación de Chiapa y Guatemala [Allgemeine Geschichte der Westindischen Inseln und insbesondere des Gouvernements Chiapa und Guatemala]. Antonio de Remesal; Carmelo Sáenz de Santa María. 1988.
- 91 Historia de la escribanía en la Nueva España y del notariado en México [Geschichte des Notariats in Neuspanien und des Notariats in Mexiko]. Bernardo Pérez Fernández del Castillo. 1994.
- 92 Historia de los descubrimientos antiguos y modernos de la Nueva Epaña ecrita por el conquitador en el año de 1584 [Geschichte der antiken und modernen Entdeckungen von Neuspanien, die der Eroberer im Jahr 1584 verfasste.]. Baltasar de Obregón. 1988.
- 93 Primeras exploraciones y poblamiento de Texas, 1686-1694 [Frühe Erkundung und Besiedlung von Texas, 1686-1694]. Lino Gómez Canedo. 1988. 2a. ed.
- 94 Palestra historial: de virtudes y ejemplares apostólicos fundada del celo de insignes héroes de la sagrada orden de predicadores de este nuevo mundo de la América en las Indias Occidentales [Palestra historial: von Tugenden und apostolischen Vorbildern, die auf dem Eifer angesehener Helden des heiligen Ordens der Prediger dieser neuen Welt Amerikas in Westindien beruhen]. Francisco de Burgoa. 1989.
- 95 Carlota de Bélgica: correspondencia y escritos sobre México en los archivos europeos (1861-1868) [Charlotte von Belgien: Korrespondenz und Schriften über Mexiko in den europäischen Archiven (1861-1868)]. Carlota, Empress consort of Maximilian Emperor of Mexico; Luis Weckmann. 1989.
- 96 Las misiones de Sonora y Arizona: comprendiendo: la crónica titulada: "Favores celestiales" y la "Relación diaria de la entrada al Noroeste" ; versión paleográfica e índice ... con noticias bibliográficas [Die Missionen von Sonora und Arizona: bestehend aus: der Chronik mit dem Titel "Favores celestiales" (Himmlische Wohltaten) und der "Relación diaria de la entrada al Noroeste" (Täglicher Bericht über den Eingang zum Nordwesten); paläographische Version und Index ... mit bibliographischen Hinweisen]. Eusebio Francisco Kino. 1989.
- 97–98 Geográfica descripción de la parte septentrional del Polo Artico de la América y nueva iglesia de las Indias Occidentales y sitio astronómico de esta Provincia de Predicadores de Antequera, Valle de Oaxaca [Geographische Beschreibung des nördlichen Teils des Arktischen Pols von Amerika und der neuen Kirche der Westindischen Inseln und der astronomischen Stätte dieser Provinz der Prediger von Antequera, Valle de Oaxaca]. Francisco de Burgoa. 1989.
- 99 El general Tomás Mejía frente a la Doctrina Monroe: la guerra de reforma, la intervención y el Imperio a través del archivo inédito del caudillo conservador Queretano [General Tomás Mejía und die Monroe-Doktrin: Der Reformkrieg, die Intervention und das Imperium anhand des unveröffentlichten Archivs des caudillo conservador Queretano]. Luis Reed Torres. 1989.
- 100 La Monarquia en Mexico: 1845-1847 [Die Monarchie in Mexiko: 1845-1847]. Jaime Delgado Martin. 1990.
- 101–102 Instrucciones y memorias de los virreyes novohispanos [Anweisungen und Memoiren der Vizekönige Neuspaniens]. Ernesto de la Torre Villar; Ramiro Navarro de Anda. 1991.
- 103 Tacubaya: historia, leyendas y personajes [Tacubaya: Geschichte, Legenden und Figuren]. Antonio Fernández del Castillo. 1991.
- 104–108 Historia de la iglesia en México [Geschichte der Kirche in Mexiko]. Mariano Cuevas; José Gutiérrez Casillas. 1992.
Bd. 1. Estado del país de Anáhuac antes de su evangelización. Orígenes de la iglesia en Nueva España, 1511-1548 (Zustand des Landes Anahuac vor seiner Evangelisierung. Die Ursprünge der Kirche in Neuspanien, 1511-1548)
Bd. 2. Consolidación y actividades de las instituciones fundadoras, 1548-1572. Los elementos regeneradores, 1572-1600. Frutos especiales de la iglesia en el siglo XVI (Konsolidierung und Aktivitäten der Gründungsinstitutionen, 1548-1572. Die sich erneuernden Elemente, 1572-1600. Besondere Früchte der Kirche im 16. Jahrhundert)
Bd. 3. 1600-1699. Instituciones y labor de la iglesia organizada. Las misiones. Frutos de la iglesia en el siglo XVII (1600-1699. Institutionen und Arbeit der organisierten Kirche. Missionen. Die Früchte der Kirche im 17. Jahrhundert)
Bd. 4. 1700-1800. Instituciones y labor de la iglesia organizada. Las misiones. La destrucción (1700-1800. Institutionen und Arbeit der organisierten Kirche. Die Missionen. Die Zerstörung)
Bd. 5. La iglesia y la independencia nacional, 1800-1821. De la independencia a la reforma, 1821-1855. De la reforma al centenario, 1855-1910 (Die Kirche und die nationale Unabhängigkeit, 1800-1821. Von der Unabhängigkeit zur Reform, 1821-1855. Von der Reform bis zur Hundertjahrfeier, 1855-1910)
- 109 Evangelización, cultura y promoción social: ensayos y estudios críticos sobre la contribución franciscana a los origines cristianos de México (siglos XVI-XVIII) [Evangelisierung, Kultur und soziale Förderung: Essays und kritische Studien über den Beitrag der Franziskaner zu den christlichen Ursprüngen Mexikos (16. bis 18. Jahrhundert).]. Lino Gómez Canedo; José Luis Soto Pérez. 1993.
- 110 Crónica de la Provincia de Santiago de México de la Orden de Predicadores, 1521-1564 [Chronik der Provinz Santiago de Mexico des Predigerordens, 1521-1564]. Juan Bautista Méndez; Justo Alberto Fernández F. 1993.
- 111 El Anti-reeleccionismo como afan libertario de Mexico [Anti-Reelektionismus als Mexikos libertärer Eifer]. Vito Alessio Robles. 1993.
- 112 Cartas desde la península de California: 1768-1773 [Briefe von der kalifornischen Halbinsel: 1768-1773]. Francesc Palou i Amengual; José Luis Soto Pérez. 1994.
- 113 Castilla: orígenes, auge y ocaso de una nacionalidad [Kastilien: Ursprünge, Aufstieg und Fall einer Nationalität]. Anselmo Carretero. 1996.
- 114–115 Historia del Seminario Conciliar de Mexico [Geschichte des Priesterseminars von Mexiko]. Eduardo Chávez Sánchez. 1996
- 116 Libro segundo de la Crónica miscelánea: en que se trata de la conquista espiritual y temporal de la santa Provincia de Xalisco en el nuevo Reino de la Galicia y Nueva Vizcaya y descubrimiento del Nuevo México; notanda de Juán López (Zweites Buch der "Crónica miscelánea": In dem die geistliche und weltliche Eroberung der heiligen Provinz Xalisco im neuen Königreich Galicien und Nueva Vizcaya und die Entdeckung von Neu-Mexiko behandelt wird; notiert von Juán López). Antonio Tello. 1997
- 117–118 Recopilación de Noticias de la Antigua y de la Nueva California (1767-1783) [Zusammenstellung von Nachrichten aus Alt- und Neukalifornien (1767-1783)]. Francisco Palóu; José Luis Soto Pérez; Lino Gómez Canedo. 1998[9]